# 马恩河畔吕济
马恩河畔吕济（法語：Luzy-sur-Marne，法語發音：[lyzi syʁ maʁn]）是法国上马恩省的一个市镇，属于肖蒙区。

## 地理
马恩河畔吕济（48°3'25"N, 5°11'7"E）面积16.11 平方千米，位于法国大東部大區上马恩省，该省份为法国东北部内陆省份，北起马恩省和默兹省，西接奥布省，西南接科多尔省，东南接上索恩省，东临孚日省。
与马恩河畔吕济接壤的市镇（或旧市镇、城区）包括：富兰、拉维尔欧布瓦、叙兹河畔讷伊、普朗日、韦尔比耶勒。

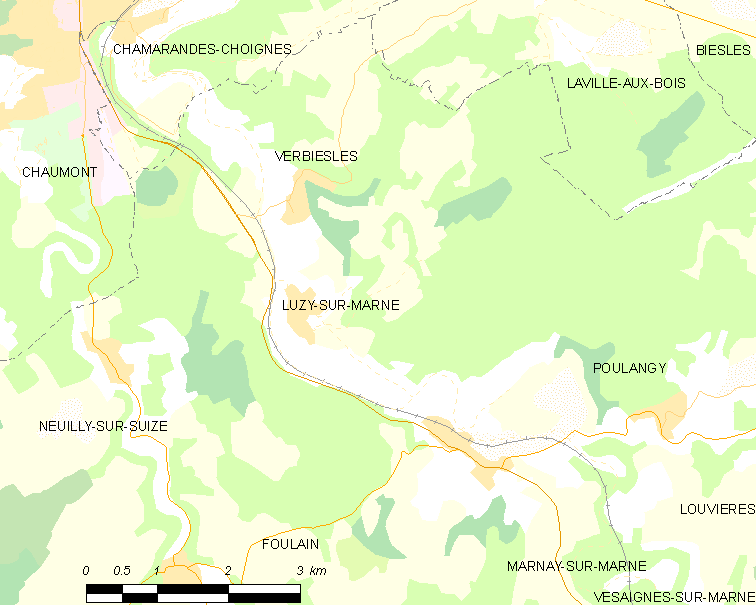
马恩河畔吕济的OSM定位图

马恩河畔吕济的时区为UTC+01:00、UTC+02:00（夏令时）。

## 行政
马恩河畔吕济的邮政编码为52000，INSEE市镇编码为52297。

## 政治
马恩河畔吕济所属的省级选区为肖蒙第三县。

## 人口

1962-2008年间马恩河畔吕济人口变化图示

马恩河畔吕济于2022年1月1日时的人口数量为279人。